# Crassicrus lamanai
Crassicrus lamanai é uma espécie de aranha pertencente à família Theraphosidae.